# Fenestraja sibogae
Fenestraja sibogae (лат.) — вид хрящевых рыб семейства ромбовых скатов отряда скатообразных. Обитают в центрально-западной части Тихого океана. Встречаются на глубине до 289 м. Их крупные, уплощённые грудные плавники образуют диск в виде сердечка с округлыми краями. Максимальная зарегистрированная длина 31 см. Откладывают яйца. Не являются объектом целевого промысла.

## Таксономия
Впервые вид был научно описан в 1913 году как Raja sibogae. Он назван в честь судна и одноимённой исследовательской экспедиции, проходившей в водах Индонезии в 1898—1899. Лектотип представляет собой взрослого самца длиной 31,4 см, пойманного на глубине 289 м. 

## Ареал
Эти батидемерсальные скаты обитают у берегов Индонезии в Балийском море. Встречаются на материковом склоне на глубине до 289 м.

## Описание
Широкие и плоские грудные плавники этих скатов образуют диск в форме сердечка с немного выступающим кончиком рыла и закруглёнными краями. На вентральной стороне диска расположены 5 жаберных щелей, ноздри и рот. На длинном хвосте имеются латеральные складки. У этих скатов 2 редуцированных спинных плавника и редуцированный хвостовой плавник. Максимальная зарегистрированная длина 31 см.

## Биология
Подобно прочим ромбовым эти скаты откладывают яйца, заключённые в жёсткую роговую капсулу с выступами на концах. Эмбрионы питаются ис ключительно желтком. Рацион взрослых скатов состоит из костистых рыб и беспозвоночных.

## Взаимодействие с человеком
Эти скаты не являются объектом целевого промысла. Попадаются в качестве прилова. Данных для оценки Международным союзом охраны природы охранного статуса вида недостаточно.